# Ramsi Aliani
Ramsi Aliani (* 30. Juni 1980 in Ratingen, Deutschland) ist ein deutscher Sänger, Songschreiber sowie Musik- und Video-Produzent tunesischer Abstammung, der dem Genre Deutscher Soul / RnB zuzuordnen ist.
Ramsi Aliani ist Gründer und Chef der Produktionsfirma „Mo Chocola records“.

## Leben

### Kindheit und Jugend
Ramsi Aliani wuchs als Sohn einer tunesischen Gastarbeiterfamilie in Ratingen auf. Er besuchte dort die Grundschule und von 1997 bis 2000 die Adam-Josef-Cüppers-Wirtschafts- und Verwaltungs-Handelsschule in Ratingen.
Durch seinen Bruder Lotfi Aliani, der in Ramsi Alianis Jugendzeit selbst als Musiker tätig war, erhielt er Einblicke in professionelle Musikstudios und begann sich für die Arbeitsweise von Toningenieuren zu interessieren.

### Musikalischer Werdegang
Er begann bald, einen eigenen musikalischen Stil zu entwickeln und deutsche Texte zu schreiben, die sein Leben und seine Zeit widerspiegeln. Es entstand ein neuartiger melodischer Rapgesang. Fließend gleitet der Soulgesang über R&B-Beats, die sich zu eingängigen Hooks und tanzbaren Grooves formen.
1997 veröffentlichte Ramsi Aliani seinen ersten deutschsprachigen RnB-Song Deine Augen sehen mich nicht auf der Compilation Westpack. Bei den Aufnahmen dieser CD lernte er Tachi & Suli aus der Hip-Hop-Gruppe Fresh Familee kennen. Im selben Jahr lernte er Don Tone kennen, der u. a. für Aggro Berlin, Die Fantastischen Vier und Kool Savas produzierte. 1999 ging er zusammen mit dem Rapper Nana Abrokwa auf Tour. Sie nahmen unter anderem den Song Deutschland seid Ihr down und Geh mit dem Beat zusammen mit Manuellsen auf. Aliani nahm im Jahre 2000 bei der Inscene-Talents-Tour teil, die von MTV gefördert wird. Aus 3500 Mitbewerbern ging er bei dem bundesweit durchgeführten Talentwettbewerb als einer der drei besten Gesangstalente hervor. In diesem Rahmen wurde von der Sendung „MTV Fashion Zone“ ein Videoclip zu Alianis Ballade Deine Augen sehen mich nicht auf Ibiza gedreht.
2004 erhielt er einen exklusiven Autorenvertrag bei der EMI, Hamburg. Er galt als einer der Autoren der Popstargruppe Overground. Deren Album stieg auf Platz 1 der deutschen Charts und wurde mit 3-fach Platin ausgezeichnet. Im selben Jahr gründete Ramsi Aliani die Produktionsfirma „MoChocola records“.
2004 gründete er mit dem Rapper Manuellsen die German Dream Allstars. Darauf folgte der Labelsampler German Dream Allstars 2005. Außerdem waren die Gruppe mit der Single Nicht mehr normal (zusammen mit Eco Fresh, Capkekz, Manuellsen und Summer Cem) auf dem Sampler Bravo Black Hits Vol. 13 zu finden.
Anfang Februar 2006 stellt Aliani das erste deutsche RnB-Mixtape „R-Reicht“ kostenlos ins Internet. Darauf sind u. a. Gastfeatures von Eko Fresh, Kay One, Summer Cem, Manuellsen, Jonesmann, Jaysus, Valezka, Nana, Akay und Ice-H enthalten.
2010 veröffentlichte Ramsi Aliani sein Debütalbum „Schuld an guter Musik“, zu dem er im Jahr 2011 Videoblöcke auf seinem YouTube-Channel RamsiAlianiTV hochlädt. Im selben Jahr featured er den Rapper Farid Bang und drehte gemeinsam ein Video zu dessen dritten Singleauskopplung König der Nacht.
2013 wechselte der Musiker von EMI Music zu Sony/ATV und arbeitet seitdem als exklusiver Autor für den Verlag an weiteren Songs.

## Diskografie
Singles
- 2018: Zucker

Studioalben
- 2010: Schuld an guter Musik
- 2014: Goldkehle

Mixtapes:
- 2006: R-Reicht (Das 1. deutsche RnB-Mixtape)

## Freetracks
- 2004: Wieviele male
- 2004: Wofür dieser Streit
- 2004: Feat. Summer Cem – Ich habe genug
- 2005: Bitte geh
- 2006: An meiner Seite
- 2006: Nie wieder
- 2006: Feat. Kay One – Meine Tränen schreiben deinen Namen
- 2006: Feat. Jonesmann aka. Samson Jones
- 2006: Feat. Eko Fresh – Schlag Alarm
- 2011: Feat. Manuellsen – Ich danke Dir

## Features auf anderen Singles
- 2000: Tachiles – Aller allerletzte
- 2004: Eko Fresh &. Azra – Eigentlich schön
- 2004: Eko Fresh &. Valezka L.O.V.E – German Dream
- 2004: Valezka – Neue Männer braucht das Land
- 2006: Manuellsen – Hitze für Deutschland
- 2011: Chrisdope – Ich beschütze dich
- 2011: Farid Bang – König der Nacht
- 2012: Farid Bang – Irgendwann
- 2013: Majoe – Du Fehlst
- 2013: Majoe &. Jasko – Angst vor dem Tag
- 2015: Seyo – Bevor Du gehst
- 2015: Leon Machere – VorBye

## Features auf anderen Sampler/Alben
- 1997: Westpack I – Boogies – The only one
- 1998: Westpack II – Ramsi Aliani – Deine Augen sehen mich nicht
- 2000: Tachiles – Formeln der Welt
- 2004: Eko Fresh & Azra – Die Welt dreht sich
- 2005: Summer Cem – Summer Cem wird ein Star
- 2005: Eko Fresh presents German Dream Allstars
- 2005: Maxim – Memorial Sampler
- 2006: Raptile – Hero Muzik
- 2008: Manuellsen – „Das ist meine Welt – Ihr lebt nur darin“
- 2011: Farid Bang – Banger leben kürzer
- 2012: Farid Bang – Der letzte Tag deines Lebens
- 2013: Majoe & Jasko – Majoe vs. Jasko
- 2014: Farid Bang – Killa

## Gold: Produzierte Schallplatten für andere Acts
- 2003: Overground – It’s done
- 2015: Farid Bang – Killa

## Platin: Produzierte Schallplatten für andere Acts
- 2003: Overground – It’s done